# Atlantic Airways
|  | Per a altres significats, vegeu «Virgin Atlantic Airways». |

Atlantic Airways és una companyia aèria de les illes Fèroe amb seu a Sørvágur i utilitzant l'aeroport de Vágar com el centre dels seus vols. Va començar a operar el 28 de març de 1988. L'any 2012 l'aerolínia va anunciar una nova ruta de temporada entre Barcelona i les illes Fèroe amb freqüències setmanals.

## Destinacions

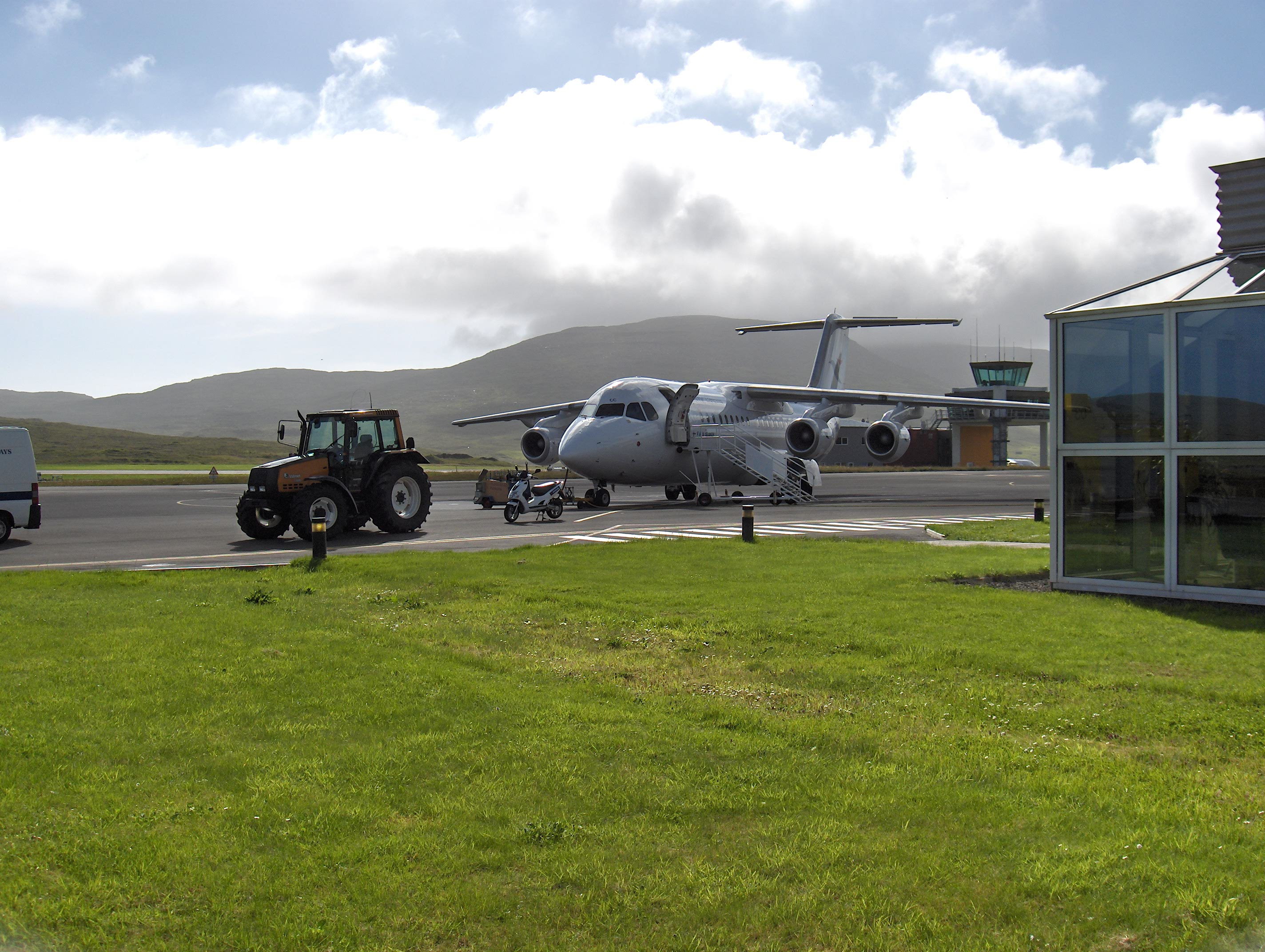
Avro RJ a l'aeroport de Vágar.

|  | Base                  |
|  | Futur                 |
|  | De temporada / Xàrter |
|  | Ruta suprimida        |